# Annulatascus velatispora
Annulatascus velatispora är en svampart som beskrevs av K.D. Hyde 1992. Annulatascus velatispora ingår i släktet Annulatascus och familjen Annulatascaceae.   Inga underarter finns listade i Catalogue of Life.